# أنطونيو هورتاس
أنطونيو هورتاس (بالإسبانية: Antonio Huertas Mejías)‏ هو مسير أعمال إسباني، ولد في 18 يناير 1964 في بطليوس في إسبانيا.